# Hypsiechinus
Hypsiechinus is een geslacht van zee-egels uit de familie Trigonocidaridae.

## Soorten
- Hypsiechinus coronatus Mortensen, 1903